# Катерина Французька
Катерина Французька (бл. 1431 — 30 липня 1446) — дочка Карла VII (короля Франції) та його дружини Марії Анжуйської.

## Життєпис
Катерина народилася ймовірно в 1431/32 році, в замку Шинон. Вона була четвертою дитиною і другою донькою в сім'ї. Катерина росла здоровою і рухливою дитиною.
Катерина вийшла заміж в Блуа, 19 травня 1440 року за Карла (графа Шароле). За словами сучасників Карл і Катерина перебували в дружніх стосунках, але вони не жили разом через юний вік. Перші роки подружнього життя Катерина перебувала під опікою своєї свекрухи, з якою в неї склались дость добрі стосунки.
Вона померла 30 липня 1446 у Брюсселі, ймовірно від туберкульозу. Карл одружився в 1454 році на Ізабеллі Бурбон. Герцогом Бургундії він став у 1467 році.